# Ожеше (Західнопоморське воєводство)
Ожеше (пол. Orzesze, нім. Neu Düsterbeck) — село в Польщі, у гміні Новоґард Голеньовського повіту Західнопоморського воєводства. Населення — 72 особи (2011).
У 1975—1998 роках село належало до Щецинського воєводства.

## Демографія
Демографічна структура станом на 31 березня 2011 року:
|          | Загалом | Допрацездатний вік | Працездатний вік | Постпрацездатний вік |
| -------- | ------- | ------------------ | ---------------- | -------------------- |
| Чоловіки | 40      | 11                 | 26               | 3                    |
| Жінки    | 32      | 5                  | 20               | 7                    |
| Разом    | 72      | 16                 | 46               | 10                   |